# BackTrack
BackTrack je Linuks distribucija bazirana na Ubuntu odnosno Debianu namenjena radu u oblasti IT sigurnosti, prvenstveno za penetracijska testiranja, digitalnu forenziku i istragu. Koristi KDE interfejs i posjeduje mnoštvo sigurnosnih i forenzičkih alata, a kolekciju alata moguće je jednostavno ažurirati i proširivati preuzimanjem iz onlajn repozitorijuma.
BackTrack je nastao spajanjem Auditor Security Linuksa sa WHAX (nekadašnji Whoppix). Aktuelna verzija BackTrack 4 dostupna je od 12. januara 2010. godine. BackTrack 4 je moguće instalirati i koristiti kao primarni operativni sistem, ili ga pokretati sa LiveDVD-a ili USB drajva.
Izuzetno je popularan među profesionalnim penetracijskim testerima, vladinim agencijama kao i entuzijastima na polju informatičke sigurnosti.

## Spoljašnje veze
- BackTrack-Linux.org